# Alma Lavenson
Alma Ruth Lavenson (San Francisco, 20 de mayo de 1897-Piedmont, 19 de septiembre de 1989) fue una importante fotógrafa estadounidense de la primera mitad del siglo XX. Trabajó y tuvo gran amistad con Ansel Adams, Imogen Cunningham, Edward Weston  y otros importantes fotógrafos de ese periodo. Participó en la primera exposición del grupo f/64 el 15 de noviembre de 1932. Fue seleccionada para participar en la exposición The family of man en el MOMA en 1955.
Su aprendizaje fotográfico fue autodidacta, ya que aprendió a revelar observando a un técnico en una tienda de Oakland,  sus comienzos estéticos se enfocaron hacia el pictorialismo al convertirse en miembro de la asociación Pictorial Photographers of America que era la más influyente en los salones y exposiciones fotográficas que visitaba. Sus primeros trabajos buscaban situar formas y estructuras geométricas en paisajes.
En 1930 conoció a Ansel Adam, Imogen Cunninham y Edward Weston a través del coleccionista de arte Albert Bender dos años después le invitaron a participar en la primera exposición del grupo f/64 en el M. H. de Young Memorial Museum de San Francisco que se celebró el 15 de noviembre de 1932, sin embargo no aparecía como uno de los siete miembros del grupo sino como uno de los fotógrafos que en ocasiones exponían con ellos. Este subgrupo incluía a los fotógrafos Preston Holder, Consuelo Kanaga y Brett Weston junto a Alma Lavenson.
En 1933 comenzó a realizar una serie de fotografías en California Mother Lode que es una zona minera en Sierra Nevada (Estados Unidos) y que desempeñó un importante papel en la fiebre del oro de California. Este proyecto fotográfico le permitió documentar esta región durante veinte años y obtener imágenes de gran belleza de estos paisajes.
Cuando en 1955 Edward Steichen organizó la exposición The family of man en el museo de Arte Moderno de Nueva York seleccionó una fotografía para participar en la exposición.
Un autorretrato con manos es la fotografía más conocida de Alma Lavenson, de ese modo entre 1996 y 1997 se hizo un gran cártel de ella y se colocó en la entrada de una exposición de mujeres fotógrafas en la Biblioteca Pública de Nueva York. En 1999 una exposición retrospectiva de ella con Imogen Cunningham en la Universidad de California también utilizaba su autorretrato como imagen central y aparecía como portada del libro publicado en 1992 llamado 101 Years of California Photography.